# Volîțea, Hmelnîțkîi
Volîțea (în ucraineană Волиця) este un sat în comuna Malașivți din raionul Hmelnîțkîi, regiunea Hmelnîțkîi, Ucraina.

## Demografie
Componența lingvistică a localității Volîțea
     Ucraineană (97,2%)
     Rusă (2,37%)
     Alte limbi (0,22%)
Conform recensământului din 2001, majoritatea populației localității Volîțea era vorbitoare de ucraineană (97,2%), existând în minoritate și vorbitori de rusă (2,37%).